# ベルント・レノ
ベルント・レノ（Bernd Leno、1992年3月4日 - ）は、ドイツ・バーデン＝ヴュルテンベルク州出身のサッカー選手。プレミアリーグ・フラムFC所属。ドイツ代表。ポジションはGK。

## 経歴

### クラブ
2003年からVfBシュトゥットガルトのユースチームに所属し、2011年にトップチームに昇格した。8月10日、レネー・アードラーが負傷離脱したバイエル・レバークーゼンにレンタル移籍した。8月14日、ヴェルダー・ブレーメン戦でプロデビューを果たした。8月27日のボルシア・ドルトムント戦では昨季王者相手に無失点の活躍を見せた。
2011年11月30日、レバークーゼンに完全移籍することが発表された。アードラー復帰後も定位置を譲らず、33試合に出場。アードラーをハンブルガーSV移籍に追いやった形で背番号1番を継承した。
2018年6月19日、プレミアリーグ・アーセナルFCへの加入が発表された。一部報道によると移籍金は2500万ユーロ（約26億円）と推定される。開幕当初はペトル・チェフの控えであったが、チェフが負傷離脱するとレギュラーポジションを掴み、チェフの復帰後も明け渡すことはなかった。
コロナ禍によるリーグ中断の再開後の2020年6月20日、プレミアリーグのブライトン戦でボールをジャンプしてキャッチしたあとに空中で遅れてきたモペイと交錯し着地で足を捻ったレノは右膝を負傷。練習復帰まで4週間から6週間かかると発表され、結局シーズン中の復帰は叶わなかった。2019-20シーズンは、プレミアリーグ7位となる113回ものセーブ数を記録。シーズン序盤、チームの不調とともに多くの選手が低調であった中でも一貫して活躍をし監督の交代にかかわらずシーズン通してチームを救ったことが評価され、終盤に離脱がありながらリーグ得点王とわずか1点差だったチーム内得点王オーバメヤンに次いでアーセナル年間最優秀選手で2位となった。
2021年2月2日、プレミアリーグのウルヴァーハンプトン戦で相手の出したロングボールを処理するためにペナルティーエリア外に飛び出したが大雨の影響によってバウンドの目測を誤ったのかボールを豪快に手で払いのける形になってしまい一発退場処分を受けた。既にダビド・ルイスが退場しており9人となったアーセナルは逆転負けを喫した。なお、アーセナルのキーパーがプレミアリーグで退場したのは1993年11月のシーマン以来でレノが２人目であった。
2021年8月22日、プレミアリーグのチェルシー戦においてルカクの至近距離からの強烈なヘディングを防いだ。このセーブがシーズン最優秀セーブの9つの候補の中に選出された。同シーズンも引き続きレギュラーとして出場を続けていたが、開幕戦にて昇格組のブレントフォードに敗れ、加えて第3節のマンチェスター・シティ戦では5失点を喫し敗北。以降はシェフィールド・ユナイテッドから加入した若手のアーロン・ラムズデールにポジションを譲り、自身は控えに降格した。
2022年8月2日、フラムFCと3年契約（12か月延長オプション付き）を結んだ。第3節からレギュラーに定着すると、2023年2月に行われたリーグ戦4試合では合計11セーブをし無失点3試合で失点もわずか1失点に抑えたため2勝2分とチームの月間無敗に大きく貢献した。この活躍により2月のプレミア月間最優秀選手の6人の候補に選出された。

### 代表
ドイツ代表としてUEFA U-17欧州選手権2009、2009 FIFA U-17ワールドカップに出場した。UEFA EURO 2016の本戦においてA代表に初選出された。
2017年5月、ロシアで開催されるFIFAコンフェデレーションズカップ2017の代表メンバーに選出された。
2018 FIFAワールドカップは、予選からケヴィン・トラップとポジションを争っていたが最終的に敗れ、本大会のメンバーから落選した。
2021年5月19日、EURO2020に向けた代表メンバーに招集された。EURO2020では、ドイツ代表がラウンド16でイングランド代表相手に敗退するまでの4試合全てを正守護神のマヌエル・ノイアーが先発フル出場したため出場機会は無かった。

## 人物
- 同じく1992年生まれのGKで同じくドイツ代表のマルク＝アンドレ・テア・シュテーゲンとはU-17ドイツ代表時代からポジションを奪い合うライバルである。テア・シュテーゲンはレノについて「仲良くするには競争が大きすぎる」としたものの、「互いにリスペクトし合っているし、普通に会話もする」と語っている[14]。

## 個人成績
| クラブ         | シーズン | リーグ         | リーグ戦 | リーグ戦 | カップ戦 | カップ戦 | リーグ杯 | リーグ杯 | 国際大会 | 国際大会 | その他 | その他 | 合計 | 合計 |
| クラブ         | シーズン | リーグ         | 出場     | 得点     | 出場     | 得点     | 出場     | 得点     | 出場     | 得点     | 出場   | 得点   | 出場 | 得点 |
| -------------- | -------- | -------------- | -------- | -------- | -------- | -------- | -------- | -------- | -------- | -------- | ------ | ------ | ---- | ---- |
| レバークーゼン | 2011-12  | ブンデスリーガ | 33       | 0        | -        | -        | -        | -        | 8        | 0        | 0      | 0      | 41   | 0    |
| レバークーゼン | 2012-13  | ブンデスリーガ | 32       | 0        | 2        | 0        | -        | -        | 6        | 0        | 0      | 0      | 40   | 0    |
| レバークーゼン | 2013-14  | ブンデスリーガ | 34       | 0        | 4        | 0        | -        | -        | 8        | 0        | 0      | 0      | 46   | 0    |
| レバークーゼン | 2014-15  | ブンデスリーガ | 34       | 0        | 4        | 0        | -        | -        | 10       | 0        | 0      | 0      | 48   | 0    |
| レバークーゼン | 2015-16  | ブンデスリーガ | 33       | 0        | 4        | 0        | -        | -        | 12       | 0        | 0      | 0      | 49   | 0    |
| レバークーゼン | 2016-17  | ブンデスリーガ | 34       | 0        | 1        | 0        | -        | -        | 7        | 0        | 0      | 0      | 42   | 0    |
| レバークーゼン | 2017-18  | ブンデスリーガ | 33       | 0        | 5        | 0        | -        | -        | -        | -        | 0      | 0      | 38   | 0    |
| レバークーゼン | 通算     | 通算           | 233      | 0        | 20       | 0        | -        | -        | 51       | 0        | 0      | 0      | 304  | 0    |
| アーセナル     | 2018-19  | プレミアリーグ | 32       | 0        | 0        | 0        | 1        | 0        | 3        | 0        | 0      | 0      | 36   | 0    |
| アーセナル     | 2019-20  | プレミアリーグ | 30       | 0        | 0        | 0        | 0        | 0        | 2        | 0        | 0      | 0      | 32   | 0    |
| アーセナル     | 2020-21  | プレミアリーグ | 35       | 0        | 2        | 0        | 2        | 0        | 10       | 0        | 0      | 0      | 49   | 0    |
| アーセナル     | 2021-22  | プレミアリーグ | 4        | 0        | 1        | 0        | 3        | 0        | 0        | 0        | 0      | 0      | 8    | 0    |
| アーセナル     | 通算     | 通算           | 101      | 0        | 3        | 0        | 6        | 0        | 15       | 0        | 0      | 0      | 125  | 0    |
| 総通算         | 総通算   | 総通算         | 334      | 0        | 23       | 0        | 6        | 0        | 53       | 0        | 0      | 0      | 486  | 0    |

| クラブ              | シーズン | リーグ   | リーグ戦 | リーグ戦 | 合計 | 合計 |
| クラブ              | シーズン | リーグ   | 出場     | 得点     | 出場 | 得点 |
| ------------------- | -------- | -------- | -------- | -------- | ---- | ---- |
| シュトゥットガルトⅡ | 2009-10  | 3.リーガ | 17       | 0        | 17   | 0    |
| シュトゥットガルトⅡ | 2010-11  | 3.リーガ | 37       | 0        | 37   | 0    |
| シュトゥットガルトⅡ | 2011-12  | 3.リーガ | 3        | 0        | 3    | 0    |
| 総通算              | 総通算   | 総通算   | 57       | 0        | 57   | 0    |

## 代表歴

### 出場大会
- U-17ドイツ代表
  - 2009年 - UEFA U-17欧州選手権
  - 2009年 - FIFA U-17ワールドカップ
- U-21ドイツ代表
  - 2013年 - UEFA U-21欧州選手権2013
  - 2015年 - UEFA U-21欧州選手権2015
- ドイツ代表
  - 2016年 - UEFA EURO 2016（ベスト4）
  - 2017年 - FIFAコンフェデレーションズカップ2017（優勝）

### 試合数
- 国際Aマッチ 8試合 0得点

| ドイツ代表 | 国際Aマッチ | 国際Aマッチ |
| 年         | 出場        | 得点        |
| ---------- | ----------- | ----------- |
| 2016       | 3           | 0           |
| 2017       | 3           | 0           |
| 2020       | 2           | 0           |
| 通算       | 8           | 0           |

## タイトル

### クラブ
アーセナル
- FAカップ：1回（2019-20）
- FAコミュニティ・シールド：1回（2020）

### 代表
U-17ドイツ代表
- UEFA U-17欧州選手権：1回（2009）

ドイツ代表
- FIFAコンフェデレーションズカップ：1回（2017）